# Omphalea mansfeldiana
Omphalea mansfeldiana är en törelväxtart som beskrevs av Gottfried Wilhelm Johannes Mildbraed. Omphalea mansfeldiana ingår i släktet Omphalea och familjen törelväxter.
Artens utbredningsområde är Tanzania. Inga underarter finns listade i Catalogue of Life.